# Volby prezidenta Východního Timoru 2017
Volby prezidenta Východního Timoru v roce 2017 se konali u příležitosti uplynutí pětiletého mandátu dosavadního prezidenta Taura Matana Ruaka, který se rozhodl znovu nekandidovat.Prezident Východního Timoru je volen v přímých volbách dvoukolovým volebním systémem. První kolo voleb proběhlo 20. března a vítězem se s 57% hlasů stal Francisco Guterres.

## Kandidáti
- Antonio Maher Lopes, byl ústředním výborem strany PST vybrán 2. října 2016.
- Dne 26. října 2016 oznámil kandidaturu nezávislý kandidát José Neves.
- Potřetí kandidoval Francisco Guterres, za FRETILIN.
- Podruhé kandidoval José Luís Lugu Guterres, předseda FM, tentokrát jako nezávislý kandidát.
- Kandidaturu oznámil také António da Conceição, za PD.

Kandidáty mohli předložit své kandidatury příslušným úřadům do 18. února 2017, do několika dnů pak byli kandidáti oficiálně oznámeni.

## Volební zákon
Vláda v roce 2016 poupravila znění volebního zákona ve dvou význačných bodech.
První výraznou úpravou je, že lidé trvale nežijící na Východním Timoru získali volební právo, přičemž podléhají komplikované registraci, významná komunita krajanů ve Velké Británii a v Irsku je totiž povinna se registrovat až na lisabonské ambasádě. V Austrálii se pak předpokládá až 20 tisíc voličů, kde se voliči mohou registrovat hned na několika místech. V samotném Východním Timoru mělo ke dni voleb hlasovací právo přes 700 tisíc osob.
Další podstatnou změnou je úprava o aktivním volebním právu, která dovoluje účastnit se voleb osobám již od šestnácti let věku.